# Caloptilia oxydelta
Caloptilia oxydelta är en fjärilsart som först beskrevs av Edward Meyrick 1908.  Caloptilia oxydelta ingår i släktet Caloptilia och familjen styltmalar.
Artens utbredningsområde är Vietnam. Inga underarter finns listade i Catalogue of Life.